# Davidovac (miasto Vranje)
Davidovac (cyr. Давидовац) – wieś w Serbii, w okręgu pczyńskim, w mieście Vranje. W 2011 roku liczyła 486 mieszkańców.